# Jochen Weiss (Ernährungswissenschaftler)
Jochen Weiss (* 1969 in Neckarsulm) ist ein deutscher Ernährungswissenschaftler und Hochschullehrer an der Universität Hohenheim.

## Leben und Wirken
Weiss studierte an der Universität Karlsruhe chemische Verfahrenstechnik und legte dort 1996 die Diplomprüfung ab. 1999 promovierte er an der University of Massachusetts im Bereich Lebensmittelwissenschaften. Im Anschluss arbeitete Weiss als Assistenz Professor an der University of Tennessee in Knoxville und übernahm 2004 eine Professur im Bereich „Food Biophysics and Nanotechnology“ an der University of Massachusetts Amherst. Im Jahr 2008 nahm Weiss den Ruf an die Universität Hohenheim an, wo er die Leitung des Fachgebiets Technologie funktioneller Lebensmittel übernahm. Weiss leitet die Abteilung Lebensmittelphysik und Fleischkunde im Institut für Lebensmittelwissenschaft und Biotechnologie. Schwerpunkte seiner Forschungsarbeit sind  grundlegende und angewandte physikalische Phänomene und Stoffverhalten von Lebensmitteln. Ein Schwerpunkt liegt auf der Verwendung neuartiger Rohstoffe zur Entwicklung der Lebensmittelstruktur.
Von 2009 bis 2010 engagierte sich Weiss u. a. in der Senatskommission für Lebensmittelsicherheit der Deutschen Forschungsgesellschaft. Neben weiteren Auszeichnungen erhielt Weiss in den Jahren 2018 und 2019 den Journal of Food Science Highest Cited Paper Award.
In den Jahren 2011 bis 2017 war Weiss zudem Prorektor Forschung der Universität Hohenheim. Derzeit ist er akademischer Co-Vorsitzender der Europäischen Technologieplattform Food4Life.

## Veröffentlichungen (Auswahl)
Weiss ist Autor und Co-Autor von mehr als 270 Forschungsartikeln zur Lebensmittelwissenschaft und Engineering in referierten Zeitschriften, 15 Buchkapitel, 2 Bücher und 7 Patente. Er war von Thomson Reuters zweimal als vielzitierter Forscher im Bereich Ernährung und Landwirtschaft ausgezeichnet.